# Metarranthis apiciaria
Metarranthis apiciaria är en fjärilsart som beskrevs av Alpheus Spring Packard 1876. Metarranthis apiciaria ingår i släktet Metarranthis och familjen mätare. Inga underarter finns listade i Catalogue of Life.